# گورنگه گرگوره
گورنگه گرگوره (به صربی: Gornje Grgure) یک منطقهٔ مسکونی در صربستان است که در بلاتسه واقع شده‌است. گورنگه گرگوره ۳۲۷ نفر جمعیت دارد.